# Arteria subescapular
La arteria subescapular o escapular inferior se origina como rama colateral en la cara medial de la arteria axilar, en relación con el borde inferior del músculo subescapular.

## Ramas
Se dirige inferior y medialmente. Emite algunos ramos para el músculo subescapular y se divide en dos ramas terminales:
- Rama interna o torácica: la arteria toracodorsal.[1]
- Rama externa o escapular: la arteria circunfleja de la escápula.[1]

## Distribución
Se distribuye hacia la región del hombro.